# 우나즈키정
우나즈키정(宇奈月町)은 도야마현 북동부에 존재했던 시모니카와군의 정이다. 
2006년 3월 31일 (구) 구로베시와 합병,  현재의 구로베시에 해당한다.

## 역사
- 1954년 7월 10일 -우치야마촌, 히가시야마촌, 아이모토촌이 합병해 정으로 승격하였다.
- 2006년 3월 31일 - 구로베시와 합병

## 행정
- 정장 : 나카타니 노부유키(1990년부터) 합병 후에는 부시장직.

## 교통

### 철도
- 도야마 지방 철도 본선
- 구로베 협곡 철도

### 도로
- 호쿠리쿠 자동차도
- 도야마 현도 제13호선
- 도야마 현도 제14호선
- 도야마 현도 제63호선
- 도야마 현도 제67호선